# Casey Kaufhold
Casey Kaufhold, född 6 mars 2004, är en amerikansk bågskytt. Hon deltog vid olympiska sommarspelen 2020.